# Tschernomorez Sewastopol
Der FK CHF Tschernomorez Sewastopol (russisch ФК ЧФ Черноморец Севастополь) ist ein Fußballverein aus Sewastopol, einer Stadt auf der von Russland besetzten ukrainischen Halbinsel Krim. Der Verein spielt derzeit in der Sodruschestwo-Liga mit, einer Liga für Mannschaften aus den von Russland annektierten Gebieten der Ukraine.

## Geschichte
Tschernomorez Sewastopol wurde im Jahr 2012 gegründet und war zunächst ein Verein für Soldaten der russischen Schwarzmeerflotte. Tschernomorez nahm zunächst nur an lokalen Amateurmeisterschaften auf der Krim statt, ehe man es zur Saison 2023 erstmals in die höchste Liga der Krim schaffte. Die Spielzeit 2023 wurde als Tabellenvierter abgeschlossen. Nach nur einem Jahr verließ man die Liga wieder und wechselte in die neu geschaffene Sodruzhestvo-Liga, einer Liga in der Vereine aus allen von Russland annektierten ukrainischen Regionen teilnehmen.
Die erste Spielzeit der neuen Sodruschestwo-Liga wurde als Tabellenerster abgeschlossen.

## Stadion
Der FK CHF Tschernomorez Sewastopol trägt seine Heimspiele im Stadion des 200. Jahrestages von Sewastopol in Sewastopol aus. Es bietet Platz für 2000 Zuschauer.

## Erfolge
- Sieger der Sodruschestwo-Liga 2024